# Pandanus hendersonensis
Pandanus hendersonensis är en enhjärtbladig växtart som beskrevs av Harold St.John. Pandanus hendersonensis ingår i släktet Pandanus och familjen Pandanaceae. Inga underarter finns listade.